# 공항철도

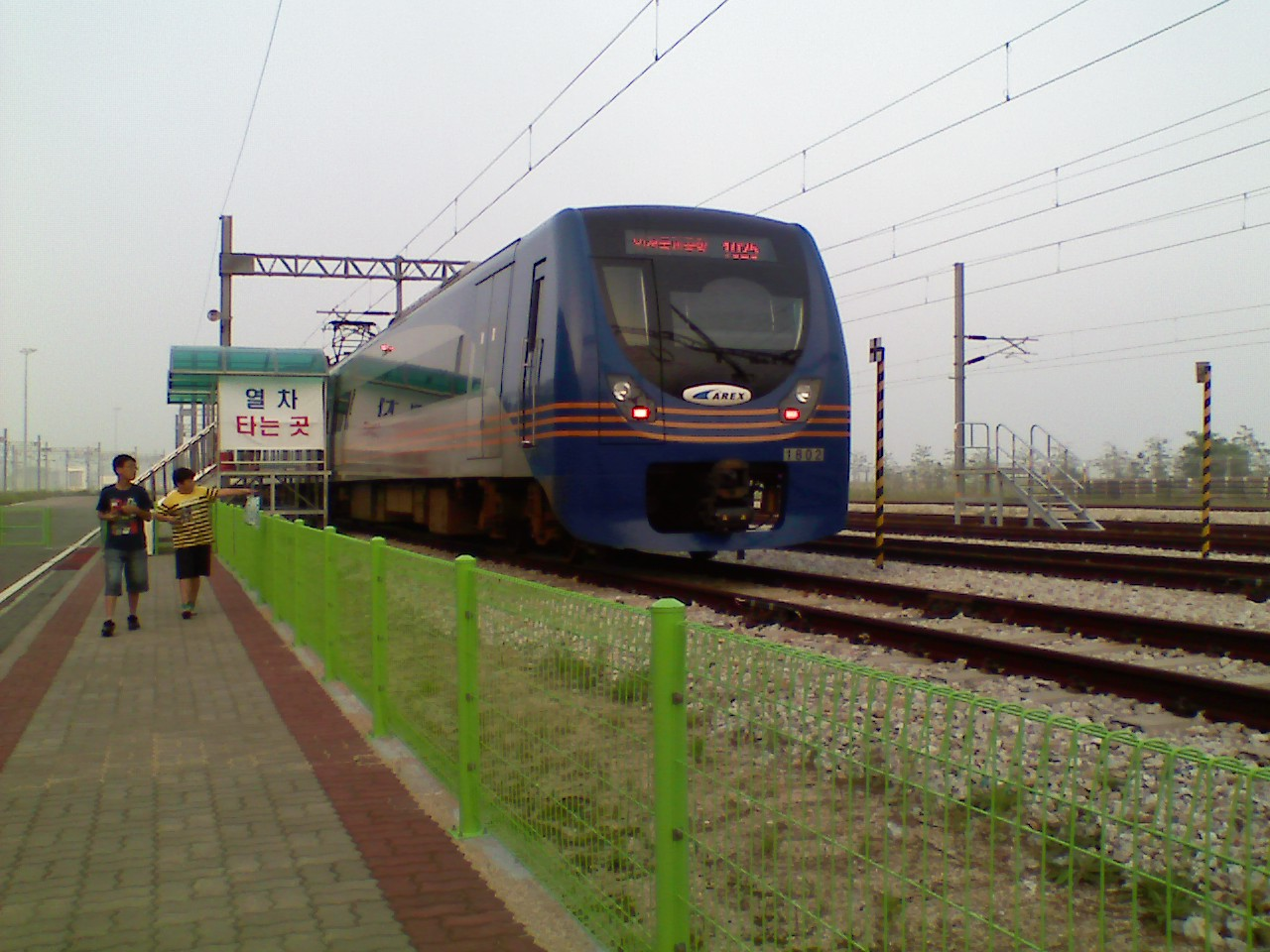
인천국제공항철도 직통열차

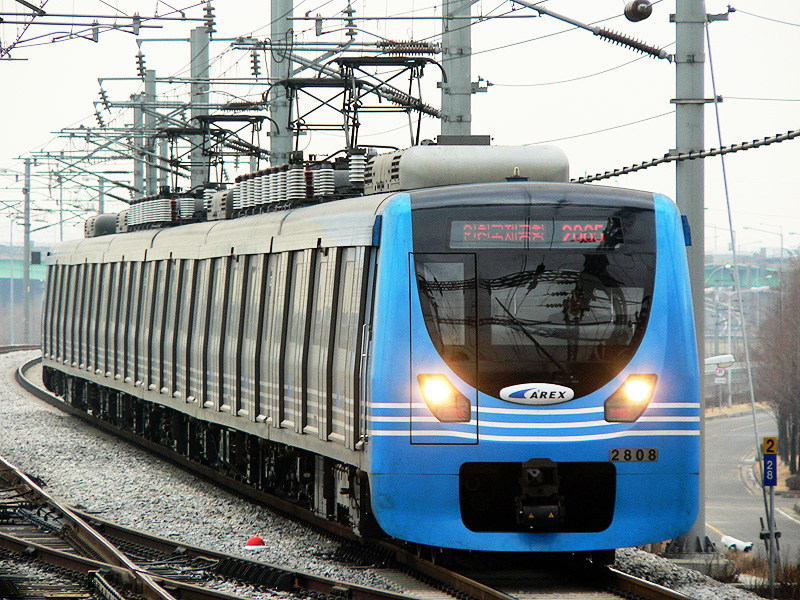
인천국제공항철도 일반열차. 일반적으로 공항과 도심주요철도역을 연결하는 직통하고 통근용으로 만들어진 완행으로 운행하는 경우가 많다.

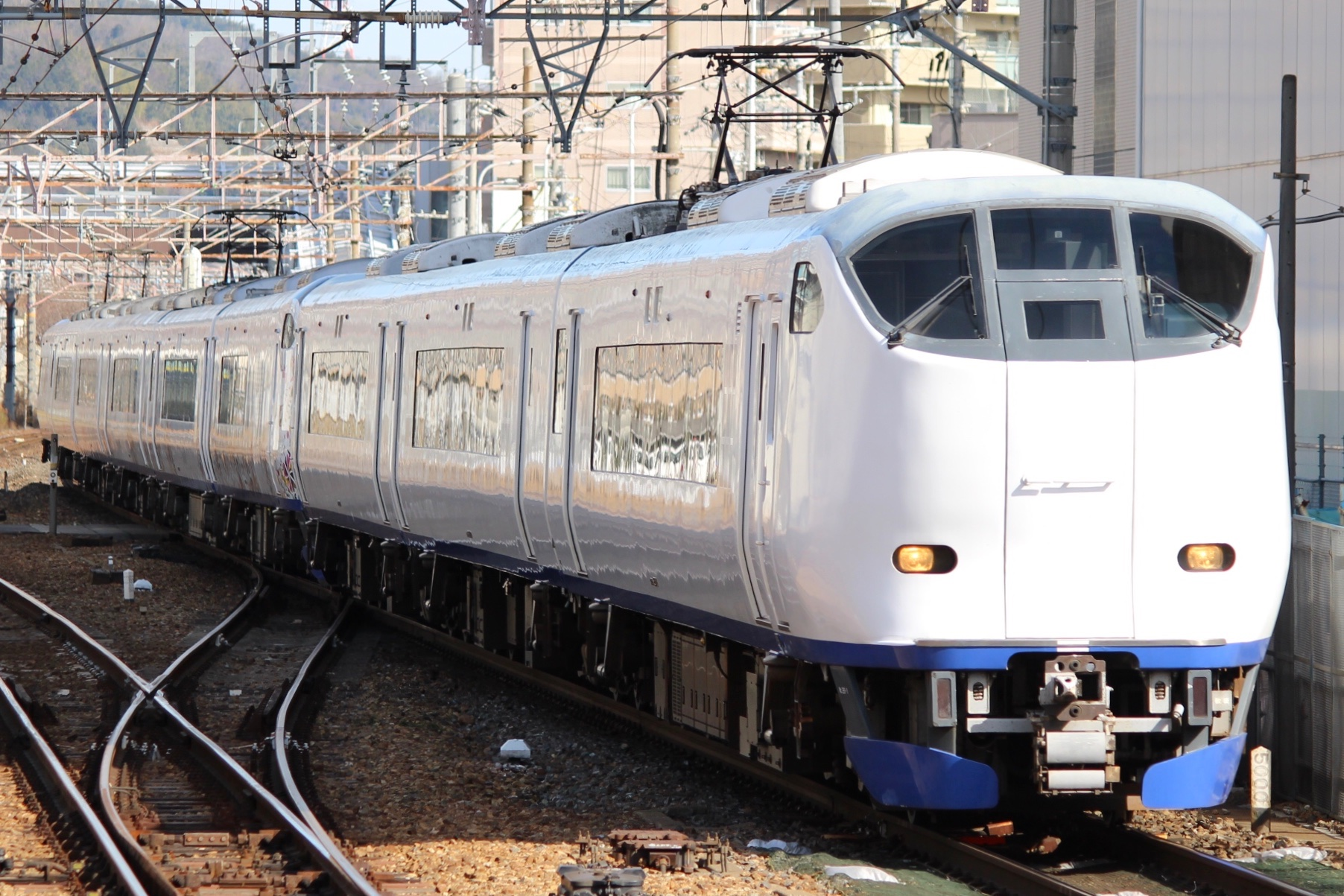
간사이 공항선

공항철도(空港鐵道)는 여객용 공항과 도심을 연결하는 철도의 통칭이다.
공항은 점유하는 면적이 넓고 소음 발생으로 인하여 도심 거주지 및 주요업무지구와 떨어져 있는 경우가 많다. 공항과 도심과의 거리로 인한 접근성 문제 해결 방안으로 정시성, 쾌속성, 대량운송의 기능이 있는 철도를 도심의 주요 역과 연결하는 경우가 많다. 궤도교통이 공급된다면 일반적으로 공항철도로 인정된다. 때문에 공항철도의 특징은 일반 도시 철도는 물론, 광역전철, 고속철도, 경전철 및 노면전차도 공항과 도심을 연결하면 공항철도의 목록에 포함될 수 있다.

## 현업 공항철도 목록
현재 영업하는 공항철도를 나열하였다. 공항 터미널 바로 밑이거나 근처에 위치해 있고, 역명이 공항 및 관련 터미널인 경우만 기술한다.
표시형식은 상위항목에는 공항, 하위항목에는 공항역 - 접속노선으로 표기한다.

### 대한민국
- 인천국제공항
  - 인천공항1터미널역 - ● 인천국제공항철도, ● 인천공항 자기부상철도
  - 인천공항2터미널역 - ● 인천국제공항철도
- 김포국제공항
  - 김포공항역 - ● 인천국제공항철도, ● 수도권 전철 5호선, ● 서울 지하철 9호선,  ● 김포 도시철도, ● 수도권 전철 서해선
- 청주국제공항
  - 청주공항역 - 한국철도공사 충북선
- 광주공항
  - 공항역 - ● 광주 도시철도 1호선
- 김해국제공항
  - 공항역 - ● 부산-김해 경전철

청주공항역을 제외하면 도시 철도, 경전철, 광역철도가 공항과 연결된다.

### 일본
- 신치토세 공항

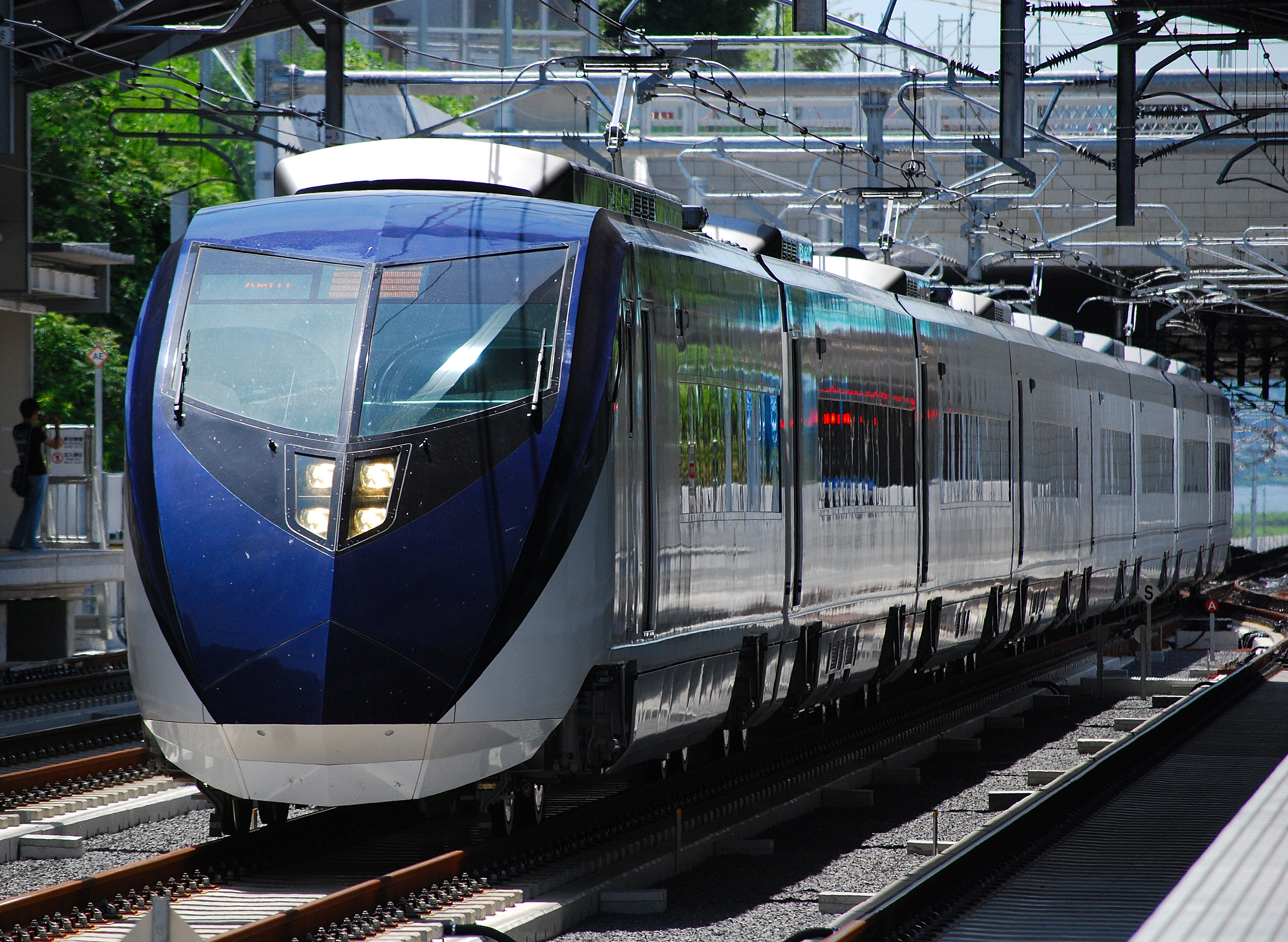
게이세이 전철 특급 스카이라이너.

  - 신치토세 공항역 - JR 홋카이도 지토세 선

- 센다이 공항
  - 센다이 공항역 - 센다이 공항철도 센다이 공항선
- 나리타 국제공항
  - 나리타 공항역 - JR동일본 나리타선 공항지선, 게이세이 전철 본선, 나리타 공항선
  - 공항 제2빌딩역 - JR동일본 나리타선 공항지선, 게이세이 전철 본선, 나리타 공항선

- 하네다 국제공항
  - 하네다 공항 국내선 터미널역 - 게이힌 급행전철 공항선
  - 하네다 공항 제1빌딩역 - 도쿄 모노레일 하네다 공항선
  - 하네다 공항 제2빌딩역 - 도쿄 모노레일 하네다 공항선
  - 하네다 공항 국제선 터미널역 - 게이힌 급행전철 공항선
  - 하네다 공항 국제선 빌딩역 - 도쿄 모노레일 하네다 공항선
- 주부국제공항
  - 중부국제공항 역 - 나고야 철도 공항선
- 오사카 국제공항
  - 오사카 공항역 - 오사카 고속철도 오사카 모노레일선
- 간사이 국제공항
  - 간사이 공항역 - JR 서일본 간사이 공항선, 난카이 전기 철도 공항선
- 고베 공항
  - 고베 공항역 - 고베 신교통 포트 아일랜드 선
- 요나고 공항
  - 요나고 공항역 - JR서일본 사카이 선
- 후쿠오카 공항
  - 후쿠오카 공항역 - 후쿠오카 시영 지하철 공항선
- 미야자키 공항
  - 미야자키 공항역 - JR 규슈 미야자키 공항선
- 나하 공항
  - 나하 공항역 - 오키나와 도시 모노레일선

JR 그룹 중에서는 JR도카이, JR시코쿠가 공항접속철도를 보유하고 있지 않다. 대규모 사철 중에서는 게이세이 전철, 게이힌 급행전철, 난카이 전기철도, 나고야 철도가 공항접속철도를 보유하고 있으며, 지하철 노선이 공항과 직접 연결되는 노선은, 후쿠오카 시영 지하철의 공항선뿐이다.

### 대만
- 타이완 타오위안 국제공항
  - 공항제1터미널 역 - 타오위안 국제공항 첩운
  - 공항제2터미널 역 - 타오위안 국제공항 첩운
- 타이베이 쑹산 공항
  - 쑹산 공항역 - 타이베이 첩운 원후선
- 가오슝 국제공항
  - 가오슝 국제공항 역 - 가오슝 첩운 홍선

타오위안 국제공항 첩운은 대한민국의 인천국제공항철도처럼 통근형 완행열차와 타이베이 역 및 공항 터미널 역 사이에 일부 열차만 정차하는 직통열차로 구성.

### 

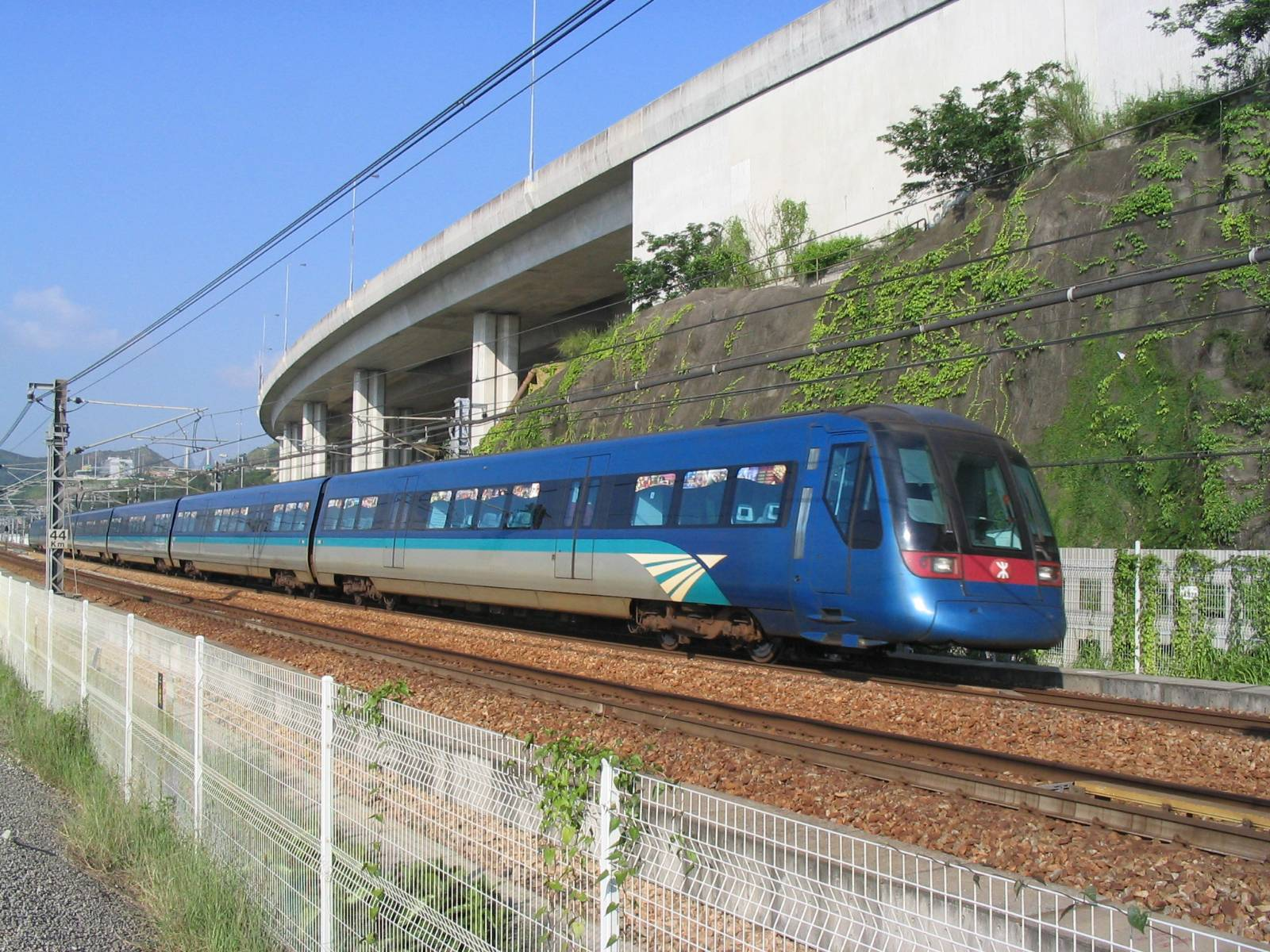
홍콩 지창콰이 선

### 홍콩
- 홍콩 국제공항
  - 공항역 - 홍콩 공항철도

### 중화인민공화국
- 베이징 서우두 국제공항 - 베이징 지하철 수도공항선
- 난징 루커우 국제공항 - 난징 지하철 S1호선
- 상하이 푸둥 국제공항 - 상하이 지하철 2호선, 자기부상 시범운행선
- 상하이 훙차오 국제공항 - 상하이 지하철 2호선, 5호선, 10호선
- 광저우 바이윈 국제공항 - 광저우 지하철 3호선
- 선전 바오안 국제공항 - 선전 지하철 1호선

### 태국
- 수완나품 국제공항
  - 수완나품 역 - 수완나품 공항연결선

모든 역에 정차하는 완행, 방콕 지하철과 환승할 수 있는 역에 정차하는 마까산 급행, 방콕 스카이트레인과 환승 가능한 역에 정차하는 빠야 타이 급행으로 구분된다.

### 말레이시아
- 쿠알라룸푸르 국제공항
  - 쿠알라 룸푸르 국제공항 1터미널역 - KLIA 트랜짓, KLIA 익스프레스
  - 쿠알라 룸푸르 국제공항 2터미널역 - KLIA 트랜짓, KLIA 익스프레스

KLIA 익스프레스가 직통열차이며, KLIA 트랜짓은 완행열차이다.

### 싱가포르
- 싱가포르 창이 국제공항
  - 창이 국제공항역 - 싱가포르 지하철 동서 선 공항지선

### 인도네시아
- 수카르노 하타 국제공항
  - 수카르노 하타 국제공항 1터미널역 - 수하르노 하타 공항 스카이트레인
  - 수카르노 하타 국제공항 2터미널역 - 수하르노 하타 공항 스카이트레인
  - 수카르노 하타 국제공항 3터미널역 - 수하르노 하타 공항 스카이트레인
  - 수카르노 하타 국제공항 철도역 - 수하르노 하타 공항 레일링크

수하르노 하타 공항 스카이트레인은 공항 터미널간을 연결하는 셔틀열차이며, 자카르타와 같은 도심부로 이동하기 위해서는 수카르노 하타 국제공항 철도역에서 수하르노 하타 공항 레일링크를 통해서 이동해야 한다. 두 공항철도 간의 연결역은 특별히 없으며 육교를 통해서 이동해야 한다.

### 오스트레일리아
- 시드니 킹스포드 국제공항
  - 시드니 공항 국내선 터미널역 - 시드니 공항 & 남부선
  - 시드니 공항 국제선 터미널역 - 시드니 공항 & 남부선
- 브리즈번 공항
  - 브리즈번 공항 국내선 터미널 - 브리즈번 공항선
  - 브리즈번 공항 국제선 터미널 - 브리즈번 공항선

### 영국
- 런던 히드로 국제공항

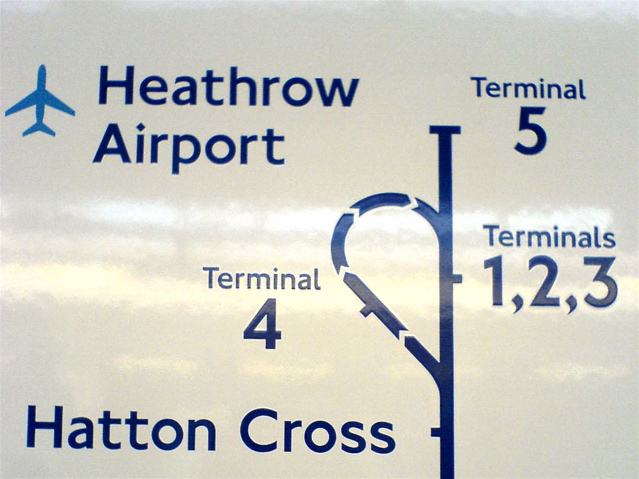
런던 지하철 피카딜리 선 공항지선의 운행 경로.

  - 히스로 공항 2&3터미널 지하철역 - 런던 지하철 피카딜리 선
  - 히스로 공항 2&3터미널 철도역 - 크로스레일 TfL 레일, 내셔널 레일 히드로 익스프레스
  - 히스로 공항 4터미널 지하철역 - 런던 지하철 피카딜리 선
  - 히스로 공항 4터미널 철도역 - 크로스레일 TfL 레일, 내셔널 레일 히드로 익스프레스
  - 히스로 공항 5터미널역 - 런던 지하철 피카딜리 선, 내셔널 레일 히드로 익스프레스
- 런던 개트윅 공항
  - 개트윅 공항역 - 내셔널 레일 개트윅 익스프레스, 사우선 라인, 탬스링크 라인, 그레이트웨스턴 라인
- 런던 시티 공항
  - 도크랜드 경전철 - 런던 시티공항 DLR역
- 런던 루턴 공항
  - 루턴 공항 파크웨이 역 - 내셔널 레일 이스트 미드랜드 선, 탬스링크
- 런던 사우스엔드 공항
  - 사우스엔드 공항역 - 내셔널 레일 그레이터 앵귈라 선
- 맨체스터 공항
  - 맨체스터 공항역 - 내셔널 레일 트랜스포트 포 웨일스, 트랜스페니 익스프레스, 노선 라인, 맨체스터 메트로링크 6호선
- 에든버러 공항
  - 에든버러 공항역 - 에든버러 경전철

TfL 레일은은 히스로 공항 5터미널역에 정차하지 않는다.
런던 지하철의 피카딜리 선은, 서울 지하철 6호선의 응암순환선처럼 단선으로 운행하는 루프구간이 있다. 운행경로는 두 분류로 나뉜다. 하나는 해튼 크로스 -> 4터미널 -> 2&3터미널 -> 해튼 크로스로 운행하는 순환선, 다른 하나는 해튼 크로스 - 2&3터미널 - 5터미널로 운행하는 노선이다. 후자의 경우 루프구간으로 운행하지 않는다.

### 프랑스
- 파리 샤를 드 골 국제공항
  - 샤를 드 골 1터미널역 (RER선) - RER B
  - 샤를 드 골 2터미널 TGV역 - TGV, RER B
  - 1터미널역(CDGVAL선) - CDGVAL
  - 2터미널 철도역(CDGVAL선) - CDGVAL
  - 3터미널 루아시에 역(CDGVAL선) - CDGVAL
- 파리 오를리 공항
  - 오를리 남역 - ORLYVAL
  - 오를리 서역 - ORLYVAL

TGV, RER, CDGVAL이 모두 정차하는 곳은 2터미널 역이며, RER, TGV, CDGVAL 모두 환승이 가능하다. CDGVAL은 거대한 샤를 드 골 공항 내부를 운행할 수 있는 셔틀열차 격이다.

### 독일
- 프랑크푸르트 국제공항
  - 프랑크푸르트 공항 장거리열차역 - ICE, IC
  - 프랑크푸르트 공항 지역열차역((Frankfurt (Main) Flughafen Regionalbahnhof)) - 라인마인 S반 S8, S9
- 뮌헨 국제공항
  - 뮌헨 공항역 - 뮌헨 S반 S1, S8
- 베를린 브란덴부르크 공항
  - BER 공항역 - IC, FEX, RE, RB, 베를린 S반 S45, S9
- 뉘른베르크 공항
  - 공항역 (뉘른베르크) - 뉘른베르크 U반 U2
- 라이프치히 할레 공항
  - 라이프치히/할레 공항역 - IC, 중부독일 S반 S5, S5X
- 드레스덴 공항
  - 드레스덴 공항역 - 드레스덴 S반 S2
- 뒤셀도르프 공항
  - 뒤셀도르프 공항역 - ICE, RE, 라인루르 S반 S1
  - 뒤셀도르프 공항 터미널역 - 라인루르 S반 S11
- 슈투트가르트 공항
  - 슈투트가르트 공항/메세역 - 슈투트가르트 S반 S2, S3

## 미래의 공항철도 및 관련 역들
- 김해국제공항 - 김해공항역(가칭) - 부전-마산간 복선전철 (부산김해경전철의 공항역과는 별개의 역으로 들어설 예정이다.)
- 타이완 타오위안 국제공항 - 제3터미널역 - 타오위안 국제공항 첩운
- 마카오 국제공항 - 마카오 공항역 - 마카오 경전철
- 마닐라 국제공항 - 마닐라 국제공항역 - 마닐라 LRT 1호선, 마닐라 시 지하철

## 과거에 개업했던 공항철도 및 개업이 무산된 공항철도 노선
- 인천국제공항의 KTX: 2014년 6월 30일부터 인천국제공항선과 경의선을 연결하는 수색직결선을 통해서 연결되었으나,[1] 2018년 동계올림픽의 외국인 관광객의 이동 편의를 위해 경강선을 지나는 KTX를 제외한 경부고속선, 호남고속선 등의 직결노선은 폐지되었으며, 3월 23일 패럴림픽 종료 이후 사실상 운행이 중지되었다.[2]
- 나리타 국제공항의 나리타 신칸센
- 베를린 템펠호프 공항: 베를린 지하철 6호선 파라데슈트라세역(건설 초기) 및 플라츠 데어 루프트브뤼케역과 연결되었다.

## 근접한 위치에 있지만 역명에 공항 및 공항 관련이름이 없는 경우
- 오사카 국제공항 - 호타루가이케 역 - 한큐 다카라즈카 선
- 야마구치 우베 공항 - 구사에역 - JR서일본 우베 선
- 돈므앙 국제공항 - 돈 므앙 역 - 타이 국유철도 북부 선

## 공항역이 있지만 공항철도로써 인정받기 어렵거나 상당히 먼 경우

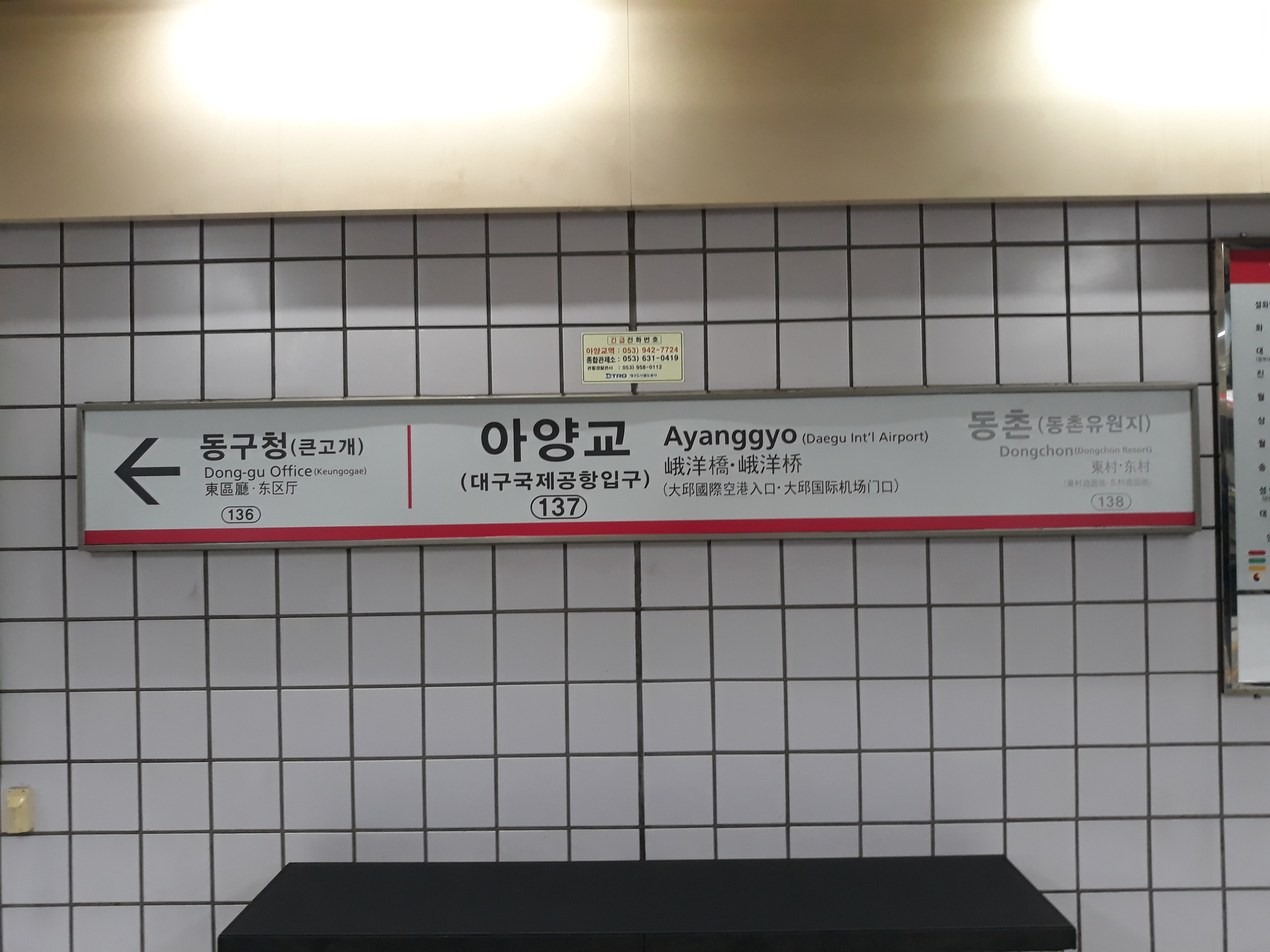
아양교역 폴사인. 부역명으로 대구국제공항입구가 적혀 있다.

- 대구국제공항은 인근에 철도가 없지만 대구 도시철도 1호선의 아양교역의 부역명은 "대구국제공항입구"이다. 그러나 직선거리상으로도 대구공항과 1.4km 떨어져 있어서 간선버스 401번과 같은 버스 환승이 필요하다.)
- 하나마키 공항의 하나마키 공항역(JR동일본 도호쿠 본선): 본 역에서 공항터미널 까지는 2.5km나 떨어져 있어서 버스 등의 환승이 필요하다. 하나마키 공항역에서 하나마키 공항까지는 셔틀버스로 7분 간격으로, 모리오카역으로는 45분 간격으로 운행된다.[3]

## 참고 문헌
1. ↑  http://info.korail.com/mbs/www/jsp/board/view.jsp?spage=1&boardId=9863262&boardSeq=10504302&mcategoryId=&id=www_040200000000
2. ↑  http://news.donga.com/BestClick/3/all/20180321/89197117/1
3. ↑  https://www.hna-terminal.co.jp/access/

## 같이 보기
- IATA 공항 코드가 부여된 역 목록